# 1635 Bohrmann
1635 Bohrmann (1924 QW) là một tiểu hành tinh vành đai chính được phát hiện ngày 7 tháng 3 năm 1924 bởi Reinmuth, K. ở Heidelberg.